# Ambite
Ambite est une commune de la communauté de Madrid, en Espagne. Elle est adjacente a la province espagnole de Guadalajara.

## Localisation
Ambite est située à 682 mètres d'altitude. Ses coordonneés sont 40º 19' 35" nord, 003º 10' 59" ouest. 
| Olmeda de las Fuentes | Pezuela de las Torres | Mondejar (Guadalajara)  |
| Villar del Olmo       | Ambite                | Mondejar (Guadalajara)  |
| Orusco de Tajuña      | Orusco de Tajuña      | Almoguera (Guadalajara) |

## Administration
| Période                                  | Période | Identité               | Étiquette | Qualité |
| ---------------------------------------- | ------- | ---------------------- | --------- | ------- |
| 2019                                     | 2023    | Apolonio Alcaide Bravo | AEST-A    | Maire   |
| Les données manquantes sont à compléter. |         |                        |           |         |

## Lieux et monuments
À Ambite, il y a :
- Le Palais d'Ambite: Construit en 1623 par les marquises de Legarda, est baroque du XVIIe siècle. Il est situé à la périphérie de la ville, prés de'un grand chêne vert centenaire.
- Monument des yeux: Construit par Federico Díaz Falcón, se compose de trois arches, couronnés pour un petit toit de tuiles arabes. Dizaines de carreaux de Talavera de la Reina se démarquent.

## Climat
Selon la classification de Köppen, Ambite a un climat Csa (tempéré avec été sèche et chaud).
| Paramètres climatiques moyens d'Ambite sur la période 1967-1977 |      |      |      |      |      |      |      |      |      |      |      |      |        |
| Mois | J    | F    | M    | A    | M    | J    | J    | A    | S    | O    | N    | D    | Annuel |
| Températures moyennes (en ºC) | 5.2  | 6.3  | 8.5  | 12.8 | 16.0 | 21.0 | 25.7 | 24.1 | 19.8 | 15.3 | 8.5  | 5.0  | 14.0   |
| Précipitations totales (en mm) | 51.4 | 50.4 | 34.5 | 46.9 | 39.0 | 26.4 | 14.6 | 22.8 | 24.6 | 38.5 | 58.9 | 37.1 | 444.9  |
| Source : Ministerio de Agricultura, Alimentación y Medio Ambiente. Datos de precipitación para el periodo 1967-1977 y de temperatura para el periodo 1967-1977 en Ambite. 10 de noviembre de 2012 |      |      |      |      |      |      |      |      |      |      |      |      |        |